# Roberto Argüello
Roberto Argüello (Rosario, 12 maggio 1963) è un ex tennista argentino.

## Carriera
In carriera ha vinto un titolo nel singolare, l'ATP Venezia nel 1983. Nei tornei del Grande Slam ha ottenuto il suo miglior risultato raggiungendo il secondo turno nel singolare all'Open di Francia nel 1985.
In Coppa Davis ha giocato un totale di 2 partite, ottenendo una vittoria e una sconfitta.

## Statistiche

### Singolare

#### Vittorie (1)
| Numero | Anno           | Torneo               | Superficie  | Avversario in finale | Punteggio     |
| 1.     | 12 giugno 1983 | ATP Venezia, Venezia | Terra rossa | Jimmy Brown          | 2-6, 6-2, 6-0 |